# Lev Medvedev
Lev Nikandrovitsj Medvedev (Russisch: Лев Никандрович Медведев) (Tjoemen, 31 januari 1935) is een Russisch entomoloog. 
Medvedev is gespecialiseerd in de taxonomie, paleontologie, ecologie, biologie en biogeografie van kevers (coleoptera), met name de groep van de bladhaantjes (Chrysomelidae) en hij is de auteur van meer dan driehonderd
wetenschappelijke werken over de keverfauna van de Sovjet-Unie, Arabië, Vietnam en Mongolië. Hij beschreef vele nieuwe soorten en heeft zelf veldonderzoek verricht in de meeste regio's van de voormalige Sovjet-Unie, vooral in Siberië en Centraal-Azië en ondernam expedities naar Mongolië (tien keer), Vietnam (veertien keer), Ethiopië (vijf keer), Afghanistan, Nicaragua, Kenia en de Seychellen.
- Bibsys: 90064050
- Gemeinsame Normdatei: 1158267835
- International Standard Name Identifier: 0000 0000 2560 1815
- Library of Congress Control Number: n85153126
- Nationale Bibliotheek van Tsjechië: uk2014820521
- Nationale Bibliotheek van Polen: a0000003284623
- Nederlandse Thesaurus van Auteursnamen: 145816427
- Système universitaire de documentation: 244132380
- Virtual International Authority File: 70365433
- WorldCat: E39PBJm4RVmR3qtBVMk4H6v4MP